# Општина Виља Гереро (Мексико)
Виља Гереро (шп. Villa Guerrero) општина је у Мексику у савезној држави Мексико. Општина се налази на надморској висини од 2159 м.

## Становништво
Према подацима из 2010. у општини је живело 59991 становника.

### Хронологија
| Година       | 2000                  | 2005                  | 2010                  |
| ------------ | --------------------- | --------------------- | --------------------- |
| Становништво | 50829 (24777 / 26052) | 52090 (25150 / 26940) | 59991 (29293 / 30698) |

### Попис
| \| \| м \| \| \| ж \| \| 0—2 \| 2.169 \| \| \| 2.206 \| \| 3—5 \| 2.199 \| \| \| 2.115 \| \| 6—11 \| 4.279 \| \| \| 4.258 \| \| 12—14 \| 2.090 \| \| \| 2.074 \| \| 15—17 \| 2.066 \| \| \| 2.021 \| \| 18—24 \| 3.976 \| \| \| 4.347 \| \| 60+ \| 1.808 \| \| \| 2.151 \| \| Просек : \| 25,6 \| \| \| 26,4 \| |       |  |  |       |
| |       |  |  |       |
| | м     |  |  | ж     |
| 0—2 | 2.169 |  |  | 2.206 |
| 3—5 | 2.199 |  |  | 2.115 |
| 6—11 | 4.279 |  |  | 4.258 |
| 12—14 | 2.090 |  |  | 2.074 |
| 15—17 | 2.066 |  |  | 2.021 |
| 18—24 | 3.976 |  |  | 4.347 |
| 60+ | 1.808 |  |  | 2.151 |
| Просек : | 25,6  |  |  | 26,4  |

| #   | Индикатор                                                                                        | Вредност |
| --- | ------------------------------------------------------------------------------------------------ | -------- |
| 1   | Становништво од 0 до 2 године                                                                    | 4375     |
| 2   | Мушко становништво од 0 до 2 године                                                              | 2169     |
| 3   | Женско становништво од 0 до 2 године                                                             | 2206     |
| 4   | Становништво са 3 и више година                                                                  | 55503    |
| 5   | Мушко становништво са 3 и више година                                                            | 27064    |
| 6   | Женско становништво са 3 и више година                                                           | 28439    |
| 7   | Становништво са 5 и више година                                                                  | 52619    |
| 8   | Мушко становништво са 5 и више година                                                            | 25606    |
| 9   | Женско становништво са 5 и више година                                                           | 27013    |
| 10  | Становништво са 12 и више година                                                                 | 42652    |
| 11  | Мушко становништво са 12 и више година                                                           | 20586    |
| 12  | Женско становништво са 12 и више година                                                          | 22066    |
| 13  | Становништво са 15 и више година                                                                 | 38488    |
| 14  | Мушко становништво са 15 и више година                                                           | 18496    |
| 15  | Женско становништво са 15 и више година                                                          | 19992    |
| 16  | Становништво са 18 и више година                                                                 | 34401    |
| 17  | Мушко становништво са 18 и више година                                                           | 16430    |
| 18  | Женско становништво са 18 и више година                                                          | 17971    |
| 19  | Становништво од 3 до 5 година                                                                    | 4314     |
| 20  | Мушко становништво од 3 до 5 година                                                              | 2199     |
| 21  | Женско становништво од 3 до 5 година                                                             | 2115     |
| 22  | Становништво од 6 до 11 година                                                                   | 8537     |
| 23  | Мушко становништво од 6 до 11 година                                                             | 4279     |
| 24  | Женско становништво од 6 до 11 година                                                            | 4258     |
| 25  | Становништво од 8 до 14 година                                                                   | 9892     |
| 26  | Мушко становништво од 8 до 14 година                                                             | 4964     |
| 27  | Женско становништво од 8 до 14 година                                                            | 4928     |
| 28  | Становништво од 12 до 14 година                                                                  | 4164     |
| 29  | Мушко становништво од 12 до 14 година                                                            | 2090     |
| 30  | Женско становништво од 12 до 14 година                                                           | 2074     |
| 31  | Становништво од 15 до 17 година                                                                  | 4087     |
| 32  | Мушко становништво од 15 до 17 година                                                            | 2066     |
| 33  | Женско становништво од 15 до 17 година                                                           | 2021     |
| 34  | Становништво од 18 до 24 године                                                                  | 8323     |
| 35  | Мушко становништво од 18 до 24 године                                                            | 3976     |
| 36  | Женско становништво од 18 до 24 године                                                           | 4347     |
| 37  | Женско становништво од 15 до 49 година                                                           | 15959    |
| 38  | Становништво са 60 и више година                                                                 | 3959     |
| 39  | Мушко становништво са 60 и више година                                                           | 1808     |
| 40  | Женско становништво са 60 и више година                                                          | 2151     |
| 41  | Однос између мушкараца и жена                                                                    | 95.42    |
| 42  | Становништво од нуле до 14 година                                                                | 21390    |
| 43  | Становништво од 15 до 64 године                                                                  | 35774    |
| 44  | Становништво од 65 година и више                                                                 | 2714     |
| 45  | Просечан број деце                                                                               | 2.78     |
| 46  | Становништво рођено у ентитету                                                                   | 57600    |
| 47  | Мушко становништво рођено у ентитету                                                             | 28132    |
| 48  | Женско становништво рођено у ентитету                                                            | 29468    |
| 49  | Становништво рођено у другом ентитету                                                            | 1659     |
| 50  | Мушко становништво рођено у другом ентитету                                                      | 803      |
| 51  | Женско становништво рођено у другом ентитету                                                     | 856      |
| 52  | Становништво од 5 година и више резидентно у ентитету у јуну 2005. године                        | 50440    |
| 53  | Мушко становништво старосног доба од 5 година и више, резидентно у ентитету у јуну 2005. године  | 24221    |
| 54  | Женско становништво старосног доба од 5 и више година, резидентно у ентитету у јуну 2005. године | 26219    |
| 55  | Становништво од 5 година и више које је живело у другом ентитету у јуну 2005. године             | 465      |
| 56  | Мушко становништво старије од 5 година које је живело у другом ентитету у јуну 2005. године      | 214      |
| 57  | Женско становништво старије од 5 година које је живело у другом ентитету у јуну 2005. године     | 251      |
| 58  | Становништво од 3 године и више које говори аутохтони језик                                      | 73       |
| 59  | Мушко становништво старо 3 године и више које говори аутохтони језик                             | 46       |
| 60  | Женско становништво старо 3 године и више које говори аутохтони језик                            | 27       |
| 61  | Становништво од 3 године и више које говори аутохтони језик и не говори шпански језик            | 0        |
| 62  | Мушко становништво старо 3 године и више које говори аутохтони језик и не говори шпански         | 0        |
| 63  | Женско становништво старо 3 године и више које говори аутохтони језик и не говори шпански језик  | 0        |
| 64  | Становништво старо 3 године и више које говори аутохтони језик и шпански                         | 32       |
| 65  | Мушко становништво старо 3 године и више које говори аутохтони језик и шпански                   | 24       |
| 66  | Женско становништво старо 3 године и више које говори аутохтони језик и шпански                  | 8        |
| 67  | Становништво од 5 година и више које говори аутохтони језик                                      | 71       |
| 68  | Становништво од 5 година и више које говори аутохтони језик и не говори шпански језик            | 0        |
| 69  | Становништво од 5 година и више које говори аутохтони језик и говори шпански језик               | 32       |
| 70  | Становништво у домородачким домаћинствима                                                        | 152      |
| 71  | Становништво са ограничењима у активностима                                                      | 2077     |
| 72  | Становништво са ограниченим ходањем или кретањем, горе или доле                                  | 1064     |
| 73  | Становници са ограничењима вида, чак и уз кориштење сочива                                       | 466      |
| 74  | Становништво са ограничењима говора, комуникације или конверзације                               | 317      |
| 75  | Становништво са ограниченим слухом                                                               | 237      |
| 76  | Становништво са ограничењима при одевању, купању или јелу                                        | 171      |
| 77  | Становништво са ограничењима у опажању или учењу једноставних ствари                             | 203      |
| 78  | Становништво са менталним ограничењима                                                           | 266      |
| 79  | Становништво без ограничења активности                                                           | 57326    |
| 80  | Становништво од 3 до 5 година које не похађа школу                                               | 2338     |
| 81  | Мушко становништво од 3 до 5 година које не похађа школу                                         | 1181     |
| 82  | Женско становништво од 3 до 5 година које не похађа школу                                        | 1157     |
| 83  | Становништво од 6 до 11 година које не похађа школу                                              | 414      |
| 84  | Мушко становништво од 6 до 11 година које не похађа школу                                        | 247      |
| 85  | Женско становништво од 6 до 11 година које не похађа школу                                       | 167      |
| 86  | Становништво од 12 до 14 година које не похађа школу                                             | 1034     |
| 87  | Мушко становништво од 12 до 14 година које не похађа школу                                       | 621      |
| 88  | Женско становништво од 12 до 14 година које не похађа школу                                      | 413      |
| 89  | Становништво од 15 до 17 година похађа школу                                                     | 1467     |
| 90  | Мушко становништво од 15 до 17 година похађа школу                                               | 602      |
| 91  | Женско становништво између 15 и 17 година живота у школи                                         | 865      |
| 92  | Становништво од 18 до 24 године похађа школу                                                     | 843      |
| 93  | Мушко становништво од 18 до 24 године похађа школу                                               | 349      |
| 94  | Женско становништво од 18 до 24 године похађа школу                                              | 494      |
| 95  | Становништво од 8 до 14 година које не може да чита и пише                                       | 420      |
| 96  | Мушко становништво старосног доба од 8 до 14 година које не може да чита и пише                  | 281      |
| 97  | Женско становништво старосног доби од 8 до 14 година које не може да чита и пише                 | 139      |
| 98  | Становништво од 15 година и више које је неписмено                                               | 3473     |
| 99  | Мушко становништво од 15 година и више које је неписмено                                         | 1714     |
| 100 | Женско становништво од 15 година и више које је неписмено                                        | 1759     |
| 101 | Становништво старо 15 и више година без школовања                                                | 2734     |
| 102 | Мушко становништво старо 15 и више година без школовања                                          | 1358     |
| 103 | Женско становништво старо 15 и више година без школовања                                         | 1376     |
| 104 | Становништво старосног доба 15 и више година са непотпуним основним образовањем                  | 10070    |
| 105 | Мушко становништво старосног доба од 15 година и више са непотпуном основним образовањем         | 5190     |
| 106 | Женско становништво старосног доба 15 и више година са непотпуном основним образовањем           | 4880     |
| 107 | Становништво старо 15 и више година са комплетним основним образовањем                           | 10769    |
| 108 | Мушко становништво старо 15 година и више са комплетним основним образовањем                     | 5282     |
| 109 | Женско становништво старо 15 и више година са комплетним основним образовањем                    | 5487     |
| 110 | Становништво старосног доба 15 и више година са непотпуним средњим образовањем                   | 2018     |
| 111 | Мушко становништво старосног доба од 15 година и више са непотпуним средњим образовањем          | 1123     |
| 112 | Женско становништво старосног доба од 15 година и више са непотпуним средњим образовањем         | 895      |
| 113 | Становништво старо 15 и више година са пуним секундарном образовањем                             | 7475     |
| 114 | Мушко становништво старосног доба од 15 година и више са пуним секундарном образовањем           | 3310     |
| 115 | Женско становништво старосног доба од 15 година и више са пуним секундарном образовањем          | 4165     |
| 116 | Становништво старије од 18 година са постосновним образовањем                                    | 4647     |
| 117 | Мушко становништво старије од 18 година са постосновним образовањем                              | 1940     |
| 118 | Женско становништво старије од 18 година са постосновним образовањем                             | 2707     |
| 119 | Просечна оцена школовања                                                                         | 6.39     |
| 120 | Просечан ниво образовања мушке популације                                                        | 6.16     |
| 121 | Просечан ниво образовања женског становништва                                                    | 6.61     |
| 122 | Економски активно становништво                                                                   | 24860    |
| 123 | Економски активна мушка популација                                                               | 17396    |
| 124 | Економски активна женска популација                                                              | 7464     |
| 125 | Становништво које није економски активно                                                         | 17514    |
| 126 | Мушко становништво које није економски активно                                                   | 3037     |
| 127 | Женско становништво које није економски активно                                                  | 14477    |
| 128 | Запослено становништво                                                                           | 24523    |
| 129 | Запослено мушко становништво                                                                     | 17138    |
| 130 | Запослено женско становништво                                                                    | 7385     |
| 131 | Незапослена популација                                                                           | 337      |
| 132 | Незапослена мушка популација                                                                     | 258      |
| 133 | Незапослена женска популација                                                                    | 79       |
| 134 | Становништво без права на здравствене услуге                                                     | 18721    |
| 135 | Становништво које има право на здравствене услуге                                                | 40975    |
| 136 | Становништво које има право на ИМСС                                                              | 1522     |
| 137 | Становништво које има право на социјално осигурање                                               | 356      |
| 138 | Становништво које има право на државно социјално осигурање                                       | 1389     |
| 139 | Становништво које има право на опште осигурање или здравствено осигурање за нову генерацију      | 36893    |
| 140 | Становништво које је било једном или није било у браку током 12 година и више                    | 14487    |
| 141 | Венчано или уједињено становништво од 12 година и више                                           | 24909    |
| 142 | Становништво које је било у браку или уједињено 12 година и више                                 | 3176     |
| 143 | Становништво са католичком религијом                                                             | 58456    |
| 144 | Протестанти, еванђелисти и библијски следбеници различити од еванђелиста                         | 836      |
| 145 | Становништво са другим религијама различитим од претходних                                       | 26       |
| 146 | Становништво без религије                                                                        | 263      |
| 147 | Укупно пописаних домаћинства                                                                     | 13852    |
| 148 | Пописна домаћинства на челу са мушкарцима                                                        | 11044    |
| 149 | Пописна домаћинства на челу са женама                                                            | 2808     |
| 150 | Становништво у пописним домаћинствима                                                            | 59891    |
| 151 | Становништво у пописним домаћинствима на челу са мушкарцима                                      | 49597    |
| 152 | Становништво у пописним домаћинствима на челу са женама                                          | 10294    |
| 153 | Укупно домаћинстава                                                                              | 16488    |
| 154 | Укупно насељених домаћинстава                                                                    | 13885    |
| 155 | Укупно приватних кућа                                                                            | 16455    |
| 156 | Насељени приватни домови                                                                         | 13852    |
| 157 | Укупно насељених приватних кућа                                                                  | 13884    |
| 158 | Ненасељене приватне куће                                                                         | 1896     |
| 159 | Појединачна домаћинства за привремену употребу                                                   | 707      |
| 160 | Становници у насељеним приватним кућама                                                          | 59891    |
| 161 | Насељеност станара у приватним становима                                                         | 4.32     |
| 162 | Просечно становника по соби у приватним насељеним домаћинствима                                  | 1.27     |
| 163 | Појединачна домаћинства са подовима од различитих материјала од земље                            | 12214    |
| 164 | Појединачна домаћинства у приземљу                                                               | 1576     |
| 165 | Појединачна домаћинства са једном спаваћом собом                                                 | 5480     |
| 166 | Појединачна домаћинства са две спаваће собе и више                                               | 8332     |
| 167 | Појединачна домаћинства са једним собом                                                          | 792      |
| 168 | Појединачна домаћинства са две собе                                                              | 3260     |
| 169 | Појединачна домаћинства са 3 собе и више                                                         | 9740     |
| 170 | Појединачна домаћинства која имају електрично светло                                             | 13439    |
| 171 | Појединачна домаћинства која немају електрично светло                                            | 365      |
| 172 | Појединачна домаћинства која имају водоводну воду у стамбеном простору                           | 11077    |
| 173 | Појединачна домаћинства која немају водоводну воду у стамбеном простору                          | 2726     |
| 174 | Појединачна домаћинства која имају тоалет                                                        | 12154    |
| 175 | Појединачна домаћинства која имају канализацију                                                  | 11307    |
| 176 | Појединачна домаћинства која немају канализацију                                                 | 2435     |
| 177 | Појединачна домаћинства која имају електрично светло, довод воде из јавне мреже и канализацију   | 9452     |
| 178 | Појединачна домаћинства без икаквих услова                                                       | 701      |
| 179 | Појединачна домаћинства која имају радио                                                         | 9599     |
| 180 | Појединачна домаћинства која имају телевизор                                                     | 12192    |
| 181 | Појединачна домаћинства која имају фрижидер                                                      | 7953     |
| 182 | Појединачна домаћинства која имају машину за веш                                                 | 6639     |
| 183 | Појединачна домаћинства која имају аутомобил или комби                                           | 4945     |
| 184 | Појединачна домаћинства која имају рачунар                                                       | 1290     |
| 185 | Појединачна домаћинства која имају фиксну телефонску линију                                      | 3330     |
| 186 | Појединачна домаћинства која имају мобилни телефон                                               | 6069     |
| 187 | Појединачна домаћинства која имају приступ интернету                                             | 734      |